# Felix Skoda
Richard Heinrich Felix Skoda (* 8. Juni 1894 in Leipzig; † 28. April 1969 ebenda) war ein deutscher Maler und Grafiker. Er war der Vater des Architekten Rudolf Skoda.

## Leben
Skoda erlernte zunächst den Beruf des Zeichners. Später studierte er an der Leipziger Akademie für graphische Künste. Von 1914 bis 1918 nahm er im Ersten Weltkrieg als Ulan teil. Als guter Reiter durfte er in Rumänien Remonten einreiten.
Skoda arbeitete in Leipzig als freier Künstler. Neben dem Verkauf von Gemälden verdiente er seinen Lebensunterhalt als Illustrator, insbesondere von Modezeitschriften, im Verlag Otto Beyer und im Rekord-Verlag Krömer & Co., Leipzig. Während des Zweiten Weltkrieges diente er ab 1943 als Funker einer Marineartillerie-Einheit bei Brest in Frankreich. 1943 war er auf der Großen Deutschen Kunstausstellung in München vertreten.
Nach dem Kriegsende war er als Mitglied des Verbandes Bildender Künstler der DDR. in Leipzig wieder freischaffender Maler. Er war u. a. 1947 auf der Ausstellung „Malerei der Gegenwart“ im Museum der bildenden Künste Leipzig vertreten.
Zu seinem Freundeskreis zählten die Maler Rudolf Lipus und Fritz Kempe.
Felix Skoda wurde auf dem Leipziger Ostfriedhof bestattet.

## Werke (Auswahl)
- Winter im Wald (Aquarell; ausgestellt 1943 auf der Großen Deutschen Kunstausstellung in München)[5]
- Straßenbild (Tafelbild, Öl; 1947 ausgestellt auf der Ausstellung „Malerei der Gegenwart“)[6]
- Im Kohlenrevier (Deckfarbe, 1952; ausgestellt 1953 auf der Dritten Deutschen Kunstausstellung)[7]
- Aus Rumänien (Aquarell; 1952; ausgestellt 1953 auf der Dritten Deutschen Kunstausstellung)[8]

## Ausstellungsbeteiligungen (Auswahl)
- Große Leipziger Kunstausstellung 1942 im Museum der bildenden Künste[9]
- Kunstausstellung Gau Sachsen in Dresden 1943[10]
- Große Deutsche Kunstausstellung im Haus der Deutschen Kunst in München 1943[11] ausgestellt in Saal 28: Winter im Wald, Zeichnung
- Große Leipziger Kunstausstellung 1943 im Museum der bildenden Künste[12]
- Wurzener Kunstausstellung 1946[13]
- Kunstausstellung für unsere Werktätigen, Ausstellung im Volkshaus Riesa 1947[14]
- Malerei der Gegenwart, Ausstellung im Museum der bildenden Künste 1947[15]
- Leipziger Kunstausstellung 1948, Museum der bildenden Künste[16]
- Kunstausstellung Leipzig 1953, im Grassimuseum[17]
- Dritte Deutsche Kunstausstellung 1953 in Dresden
- Die Eindrücke während der amerikanischen Kriegsgefangenschaft in Cherbourg, Frankreich, verarbeitete er eindringlich in Bildern, die die Genossenschaft der Künstler 1956 in Leipzig zeigte. „Sie sind das Tagebuch eines Mannes, der nicht in Worten, sondern in Bildern bewahrt, was er erlebte, nebenher auch den Kameraden und sich mit seinem Talent ein wenig Abwechslung vermitteln wollte“ (Die Union).[18]